# Natalie Pack
Natalie Pack (n. Rancho Palos Verdes, California; 30 de marzo de 1989) es una reina de belleza y modelo estadounidense, ganadora del Miss California USA 2012 y represente del estado de California en Miss USA 2012 sin poder calificar. También es conocida por haber participado en el ciclo 12 de America's Next Top Model.

## Biografía
Pack nació y creció en Rancho Palos Verdes en California. Actualmente vive en Newport Beach, California, y estudia en la Universidad de California en Irvine, cuyo nombre aparece en Dean's List. Pack es interna en el Hoag Memorial Hospital Presbyterian para ir a la escuela de medicina.

## Miss California USA
Pack participó en el certamen de Miss California USA como "Miss Hoag Hospital", lugar donde hacía una pasantía para la Universidad de California en Irvine (UCI). A pesar de que nunca había participado en ningún certamen de belleza, Pack ganó el título de Miss California USA.